# Tunçay Kulaoğlu
Tunçay Kulaoğlu (geb. 1966 in İzmir) ist ein deutschtürkischer Filmemacher, Journalist und Übersetzer.

## Leben
Kulaoğlu war 1992 Mitbegründer der Türkei Filmtage in Nürnberg und bis 2007 Kurator dieses Filmfestivals, das 1998 in InterFilmFestival umgetauft wurde und seit 2003 unter dem Namen Filmfestival Türkei/Deutschland firmiert. 1999 gründete er zunächst zur Unterstützung des Festivals den Filmverleih sanartfilm,  der türkische Filme in Deutschland verleiht und für den Kulaoğlu auch dutzende Filme ins Deutsche übersetzt hat. Im Dezember 2004 organisierte er den Filmworkshop Europe in Motion: Moving Images, Shifting Perspectives in Transcultural Cinema in Berlin. Außerdem ist er Mitbegründer des Vereins kulturSPRÜNGE.
Sein Kurzfilm Die Rasur hatte im März 2006 seine Premiere auf dem Filmfestival Türkei / Deutschland und wurde im Wettbewerb Leopards of Tomorrow des Internationalen Filmfestivals von Locarno aufgeführt. Er erhielt das Prädikat Wertvoll der FBW und wurde auf mehr als 30 internationalen Filmfestivals gezeigt (u. a. Miami Gay and Lesbian Film Festival, Rhode Island International Filmfestival).
Außerdem war er als Regieassistent an Thomas Arslans Film Aus der Ferne (2006) beteiligt.
Seit 2006 arbeitet Kulaoğlu als Dramaturg von Neco Çelik verstärkt im Theaterbereich. Er wirkte an allen drei Theaterinszenierungen Çeliks mit: im März 2006 an Schwarze Jungfrauen von Feridun Zaimoğlu und Günter Senkel (aufgeführt im Rahmen der Veranstaltungsreihe Beyond Belonging – Migration2 am Berliner HAU), im März 2007 an Zaimoğlu/Senkels Bearbeitung von Romeo und Julia (ebenfalls am HAU im Rahmen von Beyond Belonging – Autoput Avrupa von Istanbul bis Berlin) und im November 2007 an Ausgegrenzt von Xavier Durringer an den Münchner Kammerspielen.
Zusammen mit Nurkan Erpulat entwickelte er das Theaterstück Jenseits – Bist du schwul oder bist du Türke? (2008).
Als Nachfolge von Shermin Langhoff in der Leitung des Berliner Off-Theaters Ballhaus Naunynstraße übernimmt Kulaoğlu zusammen mit Wagner Carvalho, Gründer des brasilianischen Tanzfestivals Move Berlim 2012 die Leitung des Kreuzberger Theaters.
Beide seien dem Haus seit Jahren eng verbunden, teilte das Ballhaus am Freitag mit. Das Kreuzberger Theater wurde durch seine interkulturellen Arbeiten und Inszenierungen wie „Verrücktes Blut“ bundesweit bekannt.
Tunçay Kulaoğlu lebt in Berlin.

## Filmographie
- 1996: Der Abschübling – Regie und Drehbuch – Kurzfilm[11]
- 2005: Die Rasur (Traş) – Co-Regie und Co-Drehbuch (mit Martina Priessner) – Kurzfilm[12]
- 2007: Aliens from Anatolia – Video-Lecture über türkische Science-Fiction der 1960-80er Jahre[13]
- 2009: Die sechs Tage von Adam und Eva – Co-Regie und Co-Drehbuch (mit Martina Priessner) – Kurzfilm

## Veröffentlichungen
- Der neue ‚deutsche‘ Film ist ‚türkisch‘? Eine neue Generation bringt Leben in die Filmlandschaft. Filmforum 16 (Februar/März 1999), S. 8–11